# Referèndum sobre la sobirania de Gibraltar del 2002
El Govern de Gibraltar va convocar un referèndum d'autodeterminació sobre la sobirania de Gibraltar el 7 de novembre de 2002 per consultar el suport popular a la proposta de compartir la sobirania del territori britànic d'ultramar entre Espanya i el Regne Unit. El resultat va ser una objecció massiva a la proposta.

## Antecedents

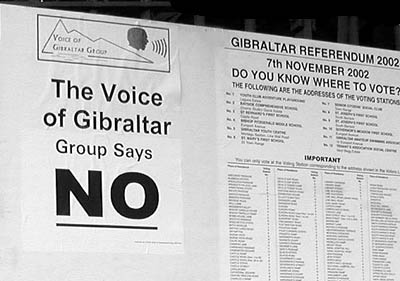
Un cartell de la campanya a favor del No.

Encara que Gibraltar va ser cedit al Regne Unit sota l'Article X del Tractat d'Utrecht de 1713, Espanya ha desitjat recuperar la sobirania sobre el territori, primer per la força i després per restriccions i diplomàcia. La sobirania sobre Gibraltar encara és un objectiu per als successius governs espanyols. El 2002, després de diverses reunions secretes entre el Regne Unit i Espanya, el Secretari d'Estat d'Afers Exteriors i del Commonwealth Jack Straw va anunciar al Palau de Westminster que els dos estats acordaren compartir la sobirania sobre el territori si Gibraltar ho consentís.

## Referèndum
El referèndum d'autodeterminació consultava al poble de Gibraltar la seva opinió en els termes següents:
El 12 de juliol del 2002, el Secretari d'Estat d'Afers Exteriors, Jack Straw, en una declaració formal a la Cambra dels Comuns, va dir que després de dotze mesos de negociació el Govern Britànic i Espanya havien acordat donar suport a la pretensió de recuperar la sobirania per part d'Espanya, això inclou el principi pel qual la Gran Bretanya i Espanya haurien de compartir la sobirania sobre Gibraltar.
Aproveu l'acord pel qual la Gran Bretanya i Espanya haurien de compartir la sobirania sobre Gibraltar?

## Votació i resultats
| Sí o no                                                                              | Vots   | Percentatge |
| ------------------------------------------------------------------------------------ | ------ | ----------- |
| No                                                                                   | 17.900 | 98,48%      |
| Sí                                                                                   | 187    | 1,03%       |
| Vots vàlids                                                                          | 18.087 | 99,51%      |
| Vots no vàlids o en blanc                                                            | 89     | 0,49%       |
| Vots totals                                                                          | 18.176 | 100,00%     |
| Participació                                                                         | 87,9%  | 87,9%       |
| Cens                                                                                 | 20.678 | 20.678      |
| Font: The New York Times - Gibraltar Rejects Power-Sharing Between Britain and Spain |        |             |

El Ministre en Cap de Gibraltar, Peter Caruana, parlant sobre el resultat va dir:
Un clar missatge ha estat enviat al món, i el que un polític democràtic descrigui sobre aquest resultat és irrellevant... Les votacions són el resultat de la voluntat del poble de Gibraltar i que el concepte de la "sobirania compartida" ha mort.

## Reaccions
Les reaccions als mitjans de comunicacions espanyols va ser hostil, amb el diari El País comentant que: 
| « | Cap govern espanyol, ni aquest ni cap dels seus predecessors, ha fet suficient per fer que la sobirania compartida o la integració amb Espanya tingui una perspectiva atractiva. | » |

La Ministra espanyola d'Afers Exteriors Ana Palacio va descriure el referèndum com a "il·legal" i "contra totes les resolucions de l'ONU".
Per altra banda Jack Straw va descriure la decisió del Govern de Gibraltar per mantenir el seu propi referèndum sobre la perspectiva de compartir la sobirania amb Espanya de "excèntric".